# Mistrzostwa Świata w Piłce Ręcznej Mężczyzn 2023 (eliminacje)
Kwalifikacje do Mistrzostw Świata w Piłce Ręcznej Mężczyzn 2023 – rozgrywki mające na celu wyłonienie trzydziestu dwóch męskich reprezentacji narodowych w piłce ręcznej, które wystąpią w finałach tego turnieju.

## Informacje ogólne
Turniej finałowy organizowanych przez IHF mistrzostw świata odbędzie się w Polsce i Szwecji w styczniu 2023 roku i wezmą w nim udział trzydzieści dwie drużyny. Automatycznie do mistrzostw zakwalifikowała się Dania jako mistrz świata z 2021 oraz reprezentacje Polski i Szwecji jako gospodarze zawodów. O pozostałych dwadzieścia dziewięć miejsc odbywały się kontynentalne kwalifikacje. Wolne miejsca zostały podzielone według następującego klucza geograficznego: po cztery obowiązkowe miejsca przydzielono czterem kontynentom – Europie, Azji, Afryce i Ameryce (trzy Południowej i jedno Północnej), zaś jedno – wcześniej przypadające Oceanii – mogła otrzymać drużyna z Oceanii zajmując przynajmniej piątą lokatę w mistrzostwach Azji, w przeciwnym przypadku było ono przyznawane jako dzika karta. Kolejne jedenaście przypadło kontynentom, z których pochodziły zespoły z czołowej jedenastki poprzednich mistrzostw, a także IHF zastrzegła sobie przyznawanie dzikiej karty.

## Zakwalifikowane zespoły
| Kraj                          | Strefa kwalifikacyjna                                          | Mistrzostwa 2021 |
| ----------------------------- | -------------------------------------------------------------- | ---------------- |
| Polska                        | Gospodarz                                                      | 13. miejsce      |
| Szwecja                       | Gospodarz                                                      | 2. miejsce       |
| Dania                         | Mistrz świata 2021                                             | 1. miejsce       |
| Egipt                         | Mistrzostwa Afryki 2022 – 1. miejsce                           | 7. miejsce       |
| Republika Zielonego Przylądka | Mistrzostwa Afryki 2022 – 2. miejsce                           | –                |
| Maroko                        | Mistrzostwa Afryki 2022 – 3. miejsce                           | 29. miejsce      |
| Tunezja                       | Mistrzostwa Afryki 2022 – 4. miejsce                           | 25. miejsce      |
| Algieria                      | Mistrzostwa Afryki 2022 – 5. miejsce                           | 22. miejsce      |
| Brazylia                      | Mistrzostwa Ameryki Południowej i Centralnej 2022 – 1. miejsce | 18. miejsce      |
| Argentyna                     | Mistrzostwa Ameryki Południowej i Centralnej 2022 – 2. miejsce | 11. miejsce      |
| Chile                         | Mistrzostwa Ameryki Południowej i Centralnej 2022 – 3. miejsce | 27. miejsce      |
| Urugwaj                       | Mistrzostwa Ameryki Południowej i Centralnej 2022 – 4. miejsce | 24. miejsce      |
| Stany Zjednoczone             | Mistrzostwa Ameryki Północnej i Karaibów 2022 – 1. miejsce     | –                |
| Katar                         | Mistrzostwa Azji 2022 – 1. miejsce                             | 8. miejsce       |
| Bahrajn                       | Mistrzostwa Azji 2022 – 2. miejsce                             | 21. miejsce      |
| Arabia Saudyjska              | Mistrzostwa Azji 2022 – 3. miejsce                             | –                |
| Iran                          | Mistrzostwa Azji 2022 – 4. miejsce                             | –                |
| Korea Południowa              | Mistrzostwa Azji 2022 – 5. miejsce                             | 31. miejsce      |
| Hiszpania                     | Mistrzostwa Europy 2022 – 1. miejsce                           | 3. miejsce       |
| Francja                       | Mistrzostwa Europy 2022 – 2. miejsce                           | 4. miejsce       |
| Norwegia                      | Mistrzostwa Europy 2022 – 3. miejsce                           | 6. miejsce       |
| Belgia                        | zespoły z europejskiego turnieju eliminacyjnego                | –                |
| Węgry                         | zespoły z europejskiego turnieju eliminacyjnego                | 5. miejsce       |
| Islandia                      | zespoły z europejskiego turnieju eliminacyjnego                | 20. miejsce      |
| Chorwacja                     | zespoły z europejskiego turnieju eliminacyjnego                | 15. miejsce      |
| Serbia                        | zespoły z europejskiego turnieju eliminacyjnego                | –                |
| Niemcy                        | zespoły z europejskiego turnieju eliminacyjnego                | 12. miejsce      |
| Portugalia                    | zespoły z europejskiego turnieju eliminacyjnego                | 10. miejsce      |
| Czarnogóra                    | zespoły z europejskiego turnieju eliminacyjnego                | –                |
| Macedonia Północna            | zespoły z europejskiego turnieju eliminacyjnego                | 23. miejsce      |
| Holandia                      | „dzika karta” IHF                                              | –                |
| Słowenia                      | „dzika karta” IHF                                              | 9. miejsce       |

## Eliminacje
| Strefa                | Związek  | Miejsca | Turniej                              | World Map IHF |
| Europa                | EHF      | 3 + 9   | Mistrzostwa Europy 2022              | World Map IHF |
| Europa                | EHF      | 3 + 9   | Europejski turniej eliminacyjny      | World Map IHF |
| Afryka                | CAHB     | 4 + 1   | Mistrzostwa Afryki 2022              | World Map IHF |
| Azja                  | AHF      | 4 + 1   | Mistrzostwa Azji 2022                | World Map IHF |
| Ameryka Południowa    | COSCABAL | 3 + 1   | Mistrzostwa Ameryki Południowej 2022 | World Map IHF |
| Ameryka Północna      | NACHC    | 1 + 0   | Mistrzostwa Ameryki Północnej 2022   | World Map IHF |
| Oceania/„dzika karta” |          | 0-1     | Mistrzostwa Azji 2022                | World Map IHF |
| „dzika karta”         | IHF      | 1-2     |                                      | World Map IHF |

## Europa

### Europejski turniej eliminacyjny – faza grupowa
Losowanie grup zostało zaplanowane na 19 sierpnia 2021 roku w Wiedniu, a przed nim szesnaście drużyn podzielonych zostało na cztery koszyki.
| Koszyk 1  |
| --------- |
| Rumunia   |
| Łotwa     |
| Belgia    |
| Finlandia |

| Koszyk 2 |
| -------- |
| Włochy   |
| Turcja   |
| Izrael   |
| Estonia  |

| Koszyk 3   |
| ---------- |
| Luksemburg |
| Grecja     |
| Cypr       |
| Gruzja     |

| Koszyk 4        |
| --------------- |
| Kosowo          |
| Wyspy Owcze     |
| Wielka Brytania |
| Mołdawia        |

W wyniku transmitowanego w Internecie losowania wyłoniono cztery czterozespołowe grupy. Prawo gry w kolejnej fazie kwalifikacji uzyskały dwie czołowe drużyny z każdej z grup. Możliwe było za zgodą wszystkich zespołów z danej grupy przeprowadzenie eliminacji w formie turnieju rozegranego w jednej hali, choć podstawową formą była rywalizacja systemem ligowym. Na turniejową formę rozegrania eliminacji zdecydowały się trzy z czterech grup.
| Grupa 1 | Grupa 2         | Grupa 3  | Grupa 4     |
| ------- | --------------- | -------- | ----------- |
| Belgia  | Finlandia       | Rumunia  | Łotwa       |
| Turcja  | Estonia         | Izrael   | Włochy      |
| Grecja  | Gruzja          | Cypr     | Luksemburg  |
| Kosowo  | Wielka Brytania | Mołdawia | Wyspy Owcze |

#### Grupa 1
| 3 listopada 202116:00 | Turcja | 25:23(15:14) | Kosowo | Porsuk Spor Salonu, Eskişehir Widzów: 500 Sędzia: Bozhinovski, Nachevski |
| 3 listopada 202116:00 |        | 25:23(15:14) |        | Porsuk Spor Salonu, Eskişehir Widzów: 500 Sędzia: Bozhinovski, Nachevski |

| 3 listopada 202120:15 | Belgia | 27:29(12:14) | Grecja | Sporthal Alverberg, Hasselt Widzów: 1 501 Sędzia: Martins, Martins |
| 3 listopada 202120:15 |        | 27:29(12:14) |        | Sporthal Alverberg, Hasselt Widzów: 1 501 Sędzia: Martins, Martins |

| 7 listopada 202116:00 | Grecja | 24:20(10:9) | Turcja | Heraklion Arena, Heraklion Widzów: 500 Sędzia: Madsen, Mortensen |
| 7 listopada 202116:00 |        | 24:20(10:9) |        | Heraklion Arena, Heraklion Widzów: 500 Sędzia: Madsen, Mortensen |

| 7 listopada 202117:00 | Kosowo | 28:28(14:12) | Belgia | Pałac Młodzieży i Sportu, Prisztina Widzów: 550 Sędzia: Ivanović, Vujisić |
| 7 listopada 202117:00 |        | 28:28(14:12) |        | Pałac Młodzieży i Sportu, Prisztina Widzów: 550 Sędzia: Ivanović, Vujisić |

| 5 stycznia 202217:00 | Turcja | 30:25(17:14) | Belgia | Atatürk Spor Salonu, Kastamonu Widzów: 3 500 Sędzia: Barysas, Petrušis |
| 5 stycznia 202217:00 |        | 30:25(17:14) |        | Atatürk Spor Salonu, Kastamonu Widzów: 3 500 Sędzia: Barysas, Petrušis |

| 5 stycznia 202217:00 | Kosowo | 20:21(9:13) | Grecja | Pałac Młodzieży i Sportu, Prisztina Widzów: 500 Sędzia: Mikelić, Parađina |
| 5 stycznia 202217:00 |        | 20:21(9:13) |        | Pałac Młodzieży i Sportu, Prisztina Widzów: 500 Sędzia: Mikelić, Parađina |

| 8 stycznia 202220:15 | Belgia | 37:28(17:13) | Turcja | Sporthal Alverberg, Hasselt Sędzia: Cindrić, Gonzurek |
| 8 stycznia 202220:15 |        | 37:28(17:13) |        | Sporthal Alverberg, Hasselt Sędzia: Cindrić, Gonzurek |

| 9 stycznia 202214:00 | Grecja | 26:25(14:9) | Kosowo | Heraklion Arena, Heraklion Widzów: 50 Sędzia: Jerlecki, Łabuń |
| 9 stycznia 202214:00 |        | 26:25(14:9) |        | Heraklion Arena, Heraklion Widzów: 50 Sędzia: Jerlecki, Łabuń |

| 12 stycznia 202219:15 | Kosowo | 26:24(13:13) | Turcja | Pałac Młodzieży i Sportu, Prisztina Widzów: 650 Sędzia: Yovchev, Yonchev |
| 12 stycznia 202219:15 |        | 26:24(13:13) |        | Pałac Młodzieży i Sportu, Prisztina Widzów: 650 Sędzia: Yovchev, Yonchev |

| 13 stycznia 202218:15 | Grecja | 42:24(21:9) | Belgia | Heraklion Arena, Heraklion Widzów: 200 Sędzia: Bolic, Hurich |
| 13 stycznia 202218:15 |        | 42:24(21:9) |        | Heraklion Arena, Heraklion Widzów: 200 Sędzia: Bolic, Hurich |

| 15 stycznia 202220:15 | Belgia | 33:29(18:12) | Kosowo | Sporthal Alverberg, Hasselt Sędzia: Čerņavskis, Bogdanovs |
| 15 stycznia 202220:15 |        | 33:29(18:12) |        | Sporthal Alverberg, Hasselt Sędzia: Čerņavskis, Bogdanovs |

| 16 stycznia 202212:00 | Turcja | 20:28(11:14) | Grecja | Hasan Dağı Spor Salonu, Aksaray Widzów: 2 500 Sędzia: Horváth, Marton |
| 16 stycznia 202212:00 |        | 20:28(11:14) |        | Hasan Dağı Spor Salonu, Aksaray Widzów: 2 500 Sędzia: Horváth, Marton |

Awans uzyskały Grecja i Belgia.

#### Grupa 2
| 5 listopada 202116:00 | Finlandia | 35:30(17:15) | Estonia | Energia Areena, Vantaa Widzów: 550 Sędzia: Šniurevičius, Grigalionis |
| 5 listopada 202116:00 |           | 35:30(17:15) |         | Energia Areena, Vantaa Widzów: 550 Sędzia: Šniurevičius, Grigalionis |

| 5 listopada 202119:00 | Gruzja | 32:26(17:9) | Wielka Brytania | Energia Areena, Vantaa Widzów: 150 Sędzia: Weijmans, Wolbertus |
| 5 listopada 202119:00 |        | 32:26(17:9) |                 | Energia Areena, Vantaa Widzów: 150 Sędzia: Weijmans, Wolbertus |

| 6 listopada 202115:00 | Finlandia | 29:29(15:18) | Gruzja | Energia Areena, Vantaa Widzów: 600 Sędzia: Šniurevičius, Grigalionis |
| 6 listopada 202115:00 |           | 29:29(15:18) |        | Energia Areena, Vantaa Widzów: 600 Sędzia: Šniurevičius, Grigalionis |

| 6 listopada 202118:00 | Estonia | 34:22(20:10) | Wielka Brytania | Energia Areena, Vantaa Widzów: 150 Sędzia: Weijmans, Wolbertus |
| 6 listopada 202118:00 |         | 34:22(20:10) |                 | Energia Areena, Vantaa Widzów: 150 Sędzia: Weijmans, Wolbertus |

| 7 listopada 202114:00 | Wielka Brytania | 22:38(10:16) | Finlandia | Energia Areena, Vantaa Widzów: 600 Sędzia: Weijmans, Wolbertus |
| 7 listopada 202114:00 |                 | 22:38(10:16) |           | Energia Areena, Vantaa Widzów: 600 Sędzia: Weijmans, Wolbertus |

| 7 listopada 202117:00 | Estonia | 31:27(15:16) | Gruzja | Energia Areena, Vantaa Widzów: 200 Sędzia: Šniurevičius, Grigalionis |
| 7 listopada 202117:00 |         | 31:27(15:16) |        | Energia Areena, Vantaa Widzów: 200 Sędzia: Šniurevičius, Grigalionis |

Awans uzyskały Finlandia i Estonia.

#### Grupa 3
| 7 stycznia 202217:00 | Rumunia | 33:30(18:18) | Izrael | BT Arena, Kluż-Napoka Widzów: 900 Sędzia: Caçador, Nicolau |
| 7 stycznia 202217:00 |         | 33:30(18:18) |        | BT Arena, Kluż-Napoka Widzów: 900 Sędzia: Caçador, Nicolau |

| 7 stycznia 2022 | Cypr | 0:10 | Mołdawia |  |
| 7 stycznia 2022 |      | 0:10 |          |  |

| 8 stycznia 202214:00 | Izrael | 42:31(22:13) | Mołdawia | BT Arena, Kluż-Napoka Widzów: 150 Sędzia: Novikov, Rozhkov |
| 8 stycznia 202214:00 |        | 42:31(22:13) |          | BT Arena, Kluż-Napoka Widzów: 150 Sędzia: Novikov, Rozhkov |

| 8 stycznia 2022 | Rumunia | 10:0 | Cypr |  |
| 8 stycznia 2022 |         | 10:0 |      |  |

| 9 stycznia 202217:00 | Mołdawia | 23:33(15:18) | Rumunia | BT Arena, Kluż-Napoka Widzów: 750 Sędzia: Novikov, Rozhkov |
| 9 stycznia 202217:00 |          | 23:33(15:18) |         | BT Arena, Kluż-Napoka Widzów: 750 Sędzia: Novikov, Rozhkov |

| 9 stycznia 2022 | Izrael | 10:0 | Cypr |  |
| 9 stycznia 2022 |        | 10:0 |      |  |

Awans uzyskały Rumunia i Izrael.

#### Grupa 4
| 14 stycznia 202218:00 | Łotwa | 23:36(13:21) | Włochy | Høllin á Hálsi, Thorshavn Widzów: 75 Sędzia: Madsen, Mortensen |
| 14 stycznia 202218:00 |       | 23:36(13:21) |        | Høllin á Hálsi, Thorshavn Widzów: 75 Sędzia: Madsen, Mortensen |

| 14 stycznia 202220:30 | Luksemburg | 31:26(11:10) | Wyspy Owcze | Høllin á Hálsi, Thorshavn Widzów: 400 Sędzia: Ivanauskas, Jencevicius |
| 14 stycznia 202220:30 |            | 31:26(11:10) |             | Høllin á Hálsi, Thorshavn Widzów: 400 Sędzia: Ivanauskas, Jencevicius |

| 15 stycznia 202218:00 | Łotwa | 30:30(18:15) | Luksemburg | Høllin á Hálsi, Thorshavn Widzów: 50 Sędzia: Madsen, Mortensen |
| 15 stycznia 202218:00 |       | 30:30(18:15) |            | Høllin á Hálsi, Thorshavn Widzów: 50 Sędzia: Madsen, Mortensen |

| 15 stycznia 202220:30 | Włochy | 26:27(13:11) | Wyspy Owcze | Høllin á Hálsi, Thorshavn Widzów: 400 Sędzia: Ivanauskas, Jencevicius |
| 15 stycznia 202220:30 |        | 26:27(13:11) |             | Høllin á Hálsi, Thorshavn Widzów: 400 Sędzia: Ivanauskas, Jencevicius |

| 16 stycznia 202216:30 | Włochy | 29:28(18:14) | Luksemburg | Høllin á Hálsi, Thorshavn Widzów: 50 Sędzia: Ivanauskas, Jencevicius |
| 16 stycznia 202216:30 |        | 29:28(18:14) |            | Høllin á Hálsi, Thorshavn Widzów: 50 Sędzia: Ivanauskas, Jencevicius |

| 16 stycznia 202219:00 | Wyspy Owcze | 26:19(17:10) | Łotwa | Høllin á Hálsi, Thorshavn Widzów: 400 Sędzia: Madsen, Mortensen |
| 16 stycznia 202219:00 |             | 26:19(17:10) |       | Høllin á Hálsi, Thorshavn Widzów: 400 Sędzia: Madsen, Mortensen |

Awans uzyskały Wyspy Owcze i Włochy.

### Mistrzostwa Europy w Piłce Ręcznej Mężczyzn 2022
Kwalifikację na mistrzostwa świata uzyskały trzy najlepsze – prócz mających zapewniony awans Danii, Szwecji i Polski – drużyny Mistrzostw Europy 2022, które odbyły się w dniach 13-30 stycznia 2022 roku. Tytuł po raz piąty w historii zdobyła reprezentacja Szwecji, która w finale pokonała obrońców tytułu, Hiszpanów, dzięki celnemu karnemu w ostatniej akcji meczu, brąz po dogrywce przypadł zaś Danii po zwycięstwie nad Francją. Wyrównany także był pojedynek o piątą lokatę, który na swoją korzyść rozstrzygnęli Norwegowie tuż przed syreną oznaczającą koniec dogrywki. Zapewnili sobie tym samym awans na mistrzostwa świata wraz z drużynami z miejsc 2 i 4 – Hiszpanami i Francuzami.

### Europejski turniej eliminacyjny – faza play-off
W tej fazie rozgrywek wezmą udział zespoły, które nie uzyskały awansu z mistrzostw kontynentu, oraz drużyny wyłonione z pierwszej fazy eliminacji. Podzielona ona została na dwie części: w pierwszej osiem zespołów z fazy grupowej oraz Szwajcaria (dzięki swojej pozycji w rankingu EHF) zmierzą się w dwumeczach z najsłabszą dziewiątką ME 2022, z kolei w drugiej ich zwycięzcy będą rywalizować także w dwumeczach z pozostałymi dziewięcioma drużynami z ME 2022, które dotychczas nie awansowały do turnieju finałowego MŚ 2023. Losowanie grup zostało zaplanowane na 29 stycznia 2022 roku w Budapeszcie i w jego wyniku wyłoniono po dziewięć par w każdej z rund tej fazy: pierwsza zostanie rozegrana w dniach 16–20 marca, zaś druga 13–17 kwietnia 2022 roku. W przypadku wystąpienia remisu po obu spotkaniach zastosowanie miała zasada przewagi bramek zdobytych w meczach wyjazdowych.
Runda 1
| Koszyk 1              |
| Miejsca 16–24 ME 2022 |
| --------------------- |
| Austria               |
| Białoruś              |
| Bośnia i Hercegowina  |
| Litwa                 |
| Macedonia Północna    |
| Portugalia            |
| Słowacja              |
| Słowenia              |
| Ukraina               |

| Koszyk 2                 |
| Pierwsza faza eliminacji |
| ------------------------ |
| Belgia                   |
| Estonia                  |
| Finlandia                |
| Grecja                   |
| Izrael                   |
| Rumunia                  |
| Szwajcaria               |
| Włochy                   |
| Wyspy Owcze              |

| Drużyna 1                            | Wynik dwumeczu | Drużyna 2            | Pierwszy mecz | Drugi mecz |
| ------------------------------------ | -------------- | -------------------- | ------------- | ---------- |
| Ukraina                              | 0:20 w/o       | Finlandia            | 0:10          | 0:10       |
| Włochy                               | 49:57          | Słowenia             | 28:29         | 21:28      |
| Portugalia                           | 66:54          | Szwajcaria           | 33:26         | 33:28      |
| Austria                              | 62:57          | Estonia              | 35:33         | 27:24      |
| Grecja                               | 52:43          | Bośnia i Hercegowina | 24:17         | 28:26      |
| Macedonia Północna                   | 52:46          | Rumunia              | 30:22         | 22:24      |
| Izrael                               | 55:49          | Litwa                | 28:24         | 27:25      |
| Słowacja                             | 54:57          | Belgia               | 28:26         | 26:31      |
| Wyspy Owcze                          | 20:0 w/o       | Białoruś             | 10:0          | 10:0       |
| Po lewej gospodarz pierwszego meczu. |                |                      |               |            |

| 16 marca 202218:00 | Izrael | 28:24(10:13) | Litwa | Drive in Arena, Tel Awiw-Jafa Widzów: 1 200 Sędzia: Tzaferopoulos, Bethmann |
| 16 marca 202218:00 |        | 28:24(10:13) |       | Drive in Arena, Tel Awiw-Jafa Widzów: 1 200 Sędzia: Tzaferopoulos, Bethmann |

| 16 marca 202218:15 | Grecja | 24:17(10:8) | Bośnia i Hercegowina | Klisto Jimnastirio Kanitu «Tasos Kamburis», Chalkida Widzów: 900 Sędzia: Pichon, Reveret |
| 16 marca 202218:15 |        | 24:17(10:8) |                      | Klisto Jimnastirio Kanitu «Tasos Kamburis», Chalkida Widzów: 900 Sędzia: Pichon, Reveret |

| 16 marca 202218:30 | Włochy | 28:29(16:14) | Słowenia | Kioene Arena, Padwa Widzów: 2 200 Sędzia: Bolic, Hurich |
| 16 marca 202218:30 |        | 28:29(16:14) |          | Kioene Arena, Padwa Widzów: 2 200 Sędzia: Bolic, Hurich |

| 16 marca 202220:00 | Słowacja | 28:26(10:14) | Belgia | Mestská športová hala, Topolczany Widzów: 1 000 Sędzia: Pirvu, Potirniche |
| 16 marca 202220:00 |          | 28:26(10:14) |        | Mestská športová hala, Topolczany Widzów: 1 000 Sędzia: Pirvu, Potirniche |

| 17 marca 202219:00 | Austria | 35:33(15:16) | Estonia | Handball-Arena Rieden/Vorkloster, Bregencja Widzów: 1 250 Sędzia: Mitrevski, Todorovski |
| 17 marca 202219:00 |         | 35:33(15:16) |         | Handball-Arena Rieden/Vorkloster, Bregencja Widzów: 1 250 Sędzia: Mitrevski, Todorovski |

| 17 marca 202219:00 | Macedonia Północna | 30:22(16:13) | Rumunia | Centrum sportowe „Boris Trajkowski”, Skopje Widzów: 5 500 Sędzia: Lah, Sok |
| 17 marca 202219:00 |                    | 30:22(16:13) |         | Centrum sportowe „Boris Trajkowski”, Skopje Widzów: 5 500 Sędzia: Lah, Sok |

| 17 marca 202220:00 | Portugalia | 33:26(15:12) | Szwajcaria | Pavilhão Multiusos, Guimarães Widzów: 3 000 Sędzia: Marín, García |
| 17 marca 202220:00 |            | 33:26(15:12) |            | Pavilhão Multiusos, Guimarães Widzów: 3 000 Sędzia: Marín, García |

-
| 19 marca 202217:00 | Rumunia | 24:22(12:12) | Macedonia Północna | Sala Polivalentă Dinamo, Bukareszt Widzów: 1 800 Sędzia: Schulze, Tönnies |
| 19 marca 202217:00 |         | 24:22(12:12) |                    | Sala Polivalentă Dinamo, Bukareszt Widzów: 1 800 Sędzia: Schulze, Tönnies |

| 19 marca 202220:00 | Bośnia i Hercegowina | 26:28(10:12) | Grecja | KSPC "Mejdan", Tuzla Widzów: 3 000 Sędzia: Horáček, Novotný |
| 19 marca 202220:00 |                      | 26:28(10:12) |        | KSPC "Mejdan", Tuzla Widzów: 3 000 Sędzia: Horáček, Novotný |

| 19 marca 202220:10 | Belgia | 31:26(14:11) | Słowacja | Sporthal Alverberg, Hasselt Widzów: 1 650 Sędzia: Álvarez, Bustamante |
| 19 marca 202220:10 |        | 31:26(14:11) |          | Sporthal Alverberg, Hasselt Widzów: 1 650 Sędzia: Álvarez, Bustamante |

| 20 marca 202214:30 | Szwajcaria | 28:33(13:17) | Portugalia | Axa-Arena, Winterthur Widzów: 1 950 Sędzia: Bonaventura, Bonaventura |
| 20 marca 202214:30 |            | 28:33(13:17) |            | Axa-Arena, Winterthur Widzów: 1 950 Sędzia: Bonaventura, Bonaventura |

| 20 marca 202215:00 | Litwa | 25:27(10:13) | Izrael | Alytus Arena, Olita Widzów: 1 000 Sędzia: Budzák, Záhradník |
| 20 marca 202215:00 |       | 25:27(10:13) |        | Alytus Arena, Olita Widzów: 1 000 Sędzia: Budzák, Záhradník |

| 20 marca 202214:30 | Słowenia | 28:21(12:9) | Włochy | Dvorana Golovec, Celje Widzów: 2 000 Sędzia: Bíró, Kiss |
| 20 marca 202214:30 |          | 28:21(12:9) |        | Dvorana Golovec, Celje Widzów: 2 000 Sędzia: Bíró, Kiss |

| 20 marca 202218:40 | Estonia | 24:27(13:14) | Austria | Kalevi spordihall, Tallinn Widzów: 500 Sędzia: Madsen, Mortensen |
| 20 marca 202218:40 |         | 24:27(13:14) |         | Kalevi spordihall, Tallinn Widzów: 500 Sędzia: Madsen, Mortensen |

W związku z inwazją Rosji na Ukrainę na początku marca 2022 roku EHF wykluczył z rozgrywek reprezentacje Rosji i Białorusi, a zaplanowane z ich udziałem mecze zostały przyznane walkowerem ich rywalom z wynikiem 10:0. Spotkania z udziałem reprezentacji Ukrainy miały być początkowo rozegrane na neutralnym terenie, jednak ostatecznie zostały odwołane, dając Finlandii zwycięstwo walkowerem. Na boisku awans wywalczyły Macedonia Północna, Grecja, Belgia (wprost na mistrzostwa świata, bowiem ich przeciwnikiem w drugiej rundzie miała być Rosja), Portugalia, Izrael, Słowenia i Austria.
Runda 2
| Koszyk 1             |
| Miejsca 6–15 ME 2022 |
| -------------------- |
| Chorwacja            |
| Czarnogóra           |
| Czechy               |
| Holandia             |
| Islandia             |
| Niemcy               |
| Rosja                |
| Serbia               |
| Węgry                |

| Koszyk 2           |
| Zwycięzcy rundy 1  |
| ------------------ |
| Austria            |
| Belgia             |
| Finlandia          |
| Grecja             |
| Izrael             |
| Macedonia Północna |
| Portugalia         |
| Słowenia           |
| Wyspy Owcze        |

| Drużyna 1                            | Wynik dwumeczu | Drużyna 2          | Pierwszy mecz | Drugi mecz |
| ------------------------------------ | -------------- | ------------------ | ------------- | ---------- |
| Finlandia                            | 43:70          | Chorwacja          | 21:34         | 22:36      |
| Słowenia                             | 51:57          | Serbia             | 31:34         | 20:23      |
| Portugalia                           | 65:61          | Holandia           | 30:33         | 35:28      |
| Austria                              | 56:68          | Islandia           | 30:34         | 26:34      |
| Grecja                               | 50:56          | Czarnogóra         | 25:23         | 25:33      |
| Czechy                               | 49:51          | Macedonia Północna | 24:24         | 25:27      |
| Izrael                               | 54:64          | Węgry              | 32:33         | 22:31      |
| Rosja                                | 0:20 w/o       | Belgia             | 0:10          | 0:10       |
| Niemcy                               | 67:53          | Wyspy Owcze        | 34:26         | 33:27      |
| Po lewej gospodarz pierwszego meczu. |                |                    |               |            |

| 13 kwietnia 202218:00 | Finlandia | 21:34(9:16) | Chorwacja | Energia Areena, Vantaa Widzów: 1 400 Sędzia: Barysas, Petrušis |
| 13 kwietnia 202218:00 |           | 21:34(9:16) |           | Energia Areena, Vantaa Widzów: 1 400 Sędzia: Barysas, Petrušis |

| 13 kwietnia 202218:00 | Austria | 30:34(13:18) | Islandia | Handball-Arena Rieden/Vorkloster, Bregencja Widzów: 1 600 Sędzia: Boričić, Marković |
| 13 kwietnia 202218:00 |         | 30:34(13:18) |          | Handball-Arena Rieden/Vorkloster, Bregencja Widzów: 1 600 Sędzia: Boričić, Marković |

| 13 kwietnia 202218:00 | Izrael | 32:33(18:17) | Węgry | Drive in Arena, Tel Awiw-Jafa Widzów: 1 200 Sędzia: Carmaux, Mursch |
| 13 kwietnia 202218:00 |        | 32:33(18:17) |       | Drive in Arena, Tel Awiw-Jafa Widzów: 1 200 Sędzia: Carmaux, Mursch |

| 13 kwietnia 202218:15 | Grecja | 25:23(15:10) | Czarnogóra | Klisto Jimnastirio Kanitu «Tasos Kamburis», Chalkida Widzów: 1 550 Sędzia: Caçador, Nicolau |
| 13 kwietnia 202218:15 |        | 25:23(15:10) |            | Klisto Jimnastirio Kanitu «Tasos Kamburis», Chalkida Widzów: 1 550 Sędzia: Caçador, Nicolau |

| 13 kwietnia 202218:15 | Niemcy | 34:26(17:11) | Wyspy Owcze | Wunderino Arena, Kilonia Widzów: 5 121 Sędzia: Lončar, Lončar |
| 13 kwietnia 202218:15 |        | 34:26(17:11) |             | Wunderino Arena, Kilonia Widzów: 5 121 Sędzia: Lončar, Lončar |

| 13 kwietnia 202219:15 | Czechy | 24:24(10:13) | Macedonia Północna | Datart Hala, Zlin Widzów: 2 000 Sędzia: Erdoğan, Özdeniz |
| 13 kwietnia 202219:15 |        | 24:24(10:13) |                    | Datart Hala, Zlin Widzów: 2 000 Sędzia: Erdoğan, Özdeniz |

| 13 kwietnia 202220:00 | Słowenia | 31:34(16:20) | Serbia | Dvorana Zlatorog, Celje Widzów: 3 600 Sędzia: Stark, Ștefan |
| 13 kwietnia 202220:00 |          | 31:34(16:20) |        | Dvorana Zlatorog, Celje Widzów: 3 600 Sędzia: Stark, Ștefan |

| 14 kwietnia 202220:00 | Portugalia | 30:33(16:17) | Holandia | Portimão Arena, Portimão Widzów: 3 000 Sędzia: Nikolić, Stojković |
| 14 kwietnia 202220:00 |            | 30:33(16:17) |          | Portimão Arena, Portimão Widzów: 3 000 Sędzia: Nikolić, Stojković |

-
| 16 kwietnia 202217:30 | Węgry | 31:22(15:13) | Izrael | Tatabányai Multifunkcionális Sportcsarnok, Tatabánya Widzów: 5 000 Sędzia: Jović, Arnautović |
| 16 kwietnia 202217:30 |       | 31:22(15:13) |        | Tatabányai Multifunkcionális Sportcsarnok, Tatabánya Widzów: 5 000 Sędzia: Jović, Arnautović |

| 16 kwietnia 202218:00 | Islandia | 34:26(19:15) | Austria | Íþróttamiðstöð Haukar, Hafnarfjörður Widzów: 1 800 Sędzia: Gasmi, Gasmi |
| 16 kwietnia 202218:00 |          | 34:26(19:15) |         | Íþróttamiðstöð Haukar, Hafnarfjörður Widzów: 1 800 Sędzia: Gasmi, Gasmi |

| 16 kwietnia 202218:00 | Chorwacja | 36:22(18:10) | Finlandia | Varaždin Arena, Varaždin Widzów: 4 500 Sędzia: Bozhinovski, Nachevski |
| 16 kwietnia 202218:00 |           | 36:22(18:10) |           | Varaždin Arena, Varaždin Widzów: 4 500 Sędzia: Bozhinovski, Nachevski |

| 16 kwietnia 202218:00 | Serbia | 23:20(10:8) | Słowenia | Sportska hala Jezero, Kragujevac Widzów: 3 500 Sędzia: Nikolov, Nachevski |
| 16 kwietnia 202218:00 |        | 23:20(10:8) |          | Sportska hala Jezero, Kragujevac Widzów: 3 500 Sędzia: Nikolov, Nachevski |

| 16 kwietnia 202220:00 | Wyspy Owcze | 27:33(16:15) | Niemcy | Høllin á Hálsi, Thorshavn Widzów: 1 698 Sędzia: Čerņavskis, Bogdanovs |
| 16 kwietnia 202220:00 |             | 27:33(16:15) |        | Høllin á Hálsi, Thorshavn Widzów: 1 698 Sędzia: Čerņavskis, Bogdanovs |

| 17 kwietnia 202214:00 | Holandia | 28:35(15:17) | Portugalia | Indoor-Sportcentrum, Eindhoven Widzów: 2 400 Sędzia: Gubica, Milošević |
| 17 kwietnia 202214:00 |          | 28:35(15:17) |            | Indoor-Sportcentrum, Eindhoven Widzów: 2 400 Sędzia: Gubica, Milošević |

| 17 kwietnia 202218:00 | Czarnogóra | 33:25(16:12) | Grecja | Sportski centar Morača, Podgorica Widzów: 5 000 Sędzia: Baumgart, Wild |
| 17 kwietnia 202218:00 |            | 33:25(16:12) |        | Sportski centar Morača, Podgorica Widzów: 5 000 Sędzia: Baumgart, Wild |

| 17 kwietnia 202219:00 | Macedonia Północna | 27:25(14:12) | Czechy | Centrum sportowe „Boris Trajkowski”, Skopje Widzów: 6 963 Sędzia: Santos, Fonseca |
| 17 kwietnia 202219:00 |                    | 27:25(14:12) |        | Centrum sportowe „Boris Trajkowski”, Skopje Widzów: 6 963 Sędzia: Santos, Fonseca |

W ośmiu rywalizujących parach lepsze okazały się Węgry, Islandia, Chorwacja, Serbia, Niemcy, Portugalia, Czarnogóra i Macedonia Północna.

## Afryka
Przeniesione z Maroka do Egiptu, a także ze stycznia na 11–18 lipca 2022 roku turniej. Termin rozegrania zawodów został także przesunięty miał zgromadzić czternaście reprezentacji, które zostały podzielone na cztery grupy: dwie trzy- i dwie czterozespołowe. Rywalizowały one w ramach grup systemem kołowym, a czołowe dwójki z każdej z nich awansowały do ćwierćfinałów. Po wycofaniu się Kenii ostatecznie wzięło w nich udział trzynaście zespołów, a harmonogram zawodów uległ niewielkim zmianom. Stawką zawodów prócz medali było także pięć miejsc w turnieju finałowym Mistrzostw Świata 2023.
W fazie grupowej obyło się bez niespodzianek. Tytuł sprzed dwóch lat obronił Egipt pokonując w finale Republikę Zielonego Przylądka, a Tunezyjczycy po raz pierwszy w historii powrócili z kontynentalnego czempionatu bez medalu ulegając w meczu o trzecie miejsce Marokańczykom. Piąte miejsce zajęła Algieria wraz z półfinalistami uzyskując awans na MŚ 2023.

## Azja
Przeniesione z Iranu do Arabii Saudyjskiej zawody odbyły się w dniach 18–31 stycznia 2022 roku. Chęć udziału w zawodach zadeklarowało osiemnaście reprezentacji. Losowanie grup, w którym – po wycofaniu Tajlandii – wzięło udział siedemnaście drużyn, odbyło się 6 grudnia 2021 roku i w jego wyniku powstały cztery grupy. Na początku stycznia 2022 roku z powodu wykrycia licznych przypadków SARS-CoV-2 wycofała się Japonia, co zmniejszyło liczebność grupy D do czterech zespołów i wymusiło zmiany w harmonogramie rozgrywek. Szesnaście uczestniczących reprezentacji rywalizowało zatem w pierwszej fazie w ramach czterech czterozespołowych grup systemem kołowym. Czołowa dwójka z każdej z grup utworzyła następnie dwie czterozespołowe grupy, które ponownie walczyły systemem kołowym o dwa czołowe miejsca premiowane awansem do półfinałów, pozostałe rywalizowały natomiast o miejsca 9–16. Kwalifikację na MŚ 2023 otrzymać miała czołowa piątka kontynentalnego czempionatu, ewentualnie też szósta, gdyby w tej szóstce znalazła się zespół z Oceanii.
Faworyzowane zespoły łatwo awansowały do fazy zasadniczej. Do półfinałów, zapewniając sobie tym samym kwalifikację na MŚ 2023, awansowały Arabia Saudyjska, Bahrajn, Iran i Katar. W światowym czempionacie po zajęciu piątego miejsca dołączyła do nich także Korea Południowa, zaś piąty tytuł mistrzowski z rzędu zdobył Katar po zwycięstwie nad Bahrajnem, brąz przypadł zaś gospodarzom.

## Ameryka Południowa i Centralna
Zawody zostały zaplanowane do rozegrania w ośmiozespołowej obsadzie w dniach 25–29 stycznia 2022 roku w brazylijskim mieście Recife. Rywalizacja miała odbywać się w pierwszej fazie systemem kołowym w ramach dwóch czterozespołowych grup, a czołowa dwójka z każdej z nich awansowała do półfinałów kwalifikując się jednocześnie do turnieju finałowego MŚ 2023. Podział na grupy i harmonogram spotkań zostały opublikowane w połowie stycznia 2022 roku, następnie jednak wycofała się Kolumbia, co wymusiło w nich zmiany. Fazę grupową z kompletem zwycięstw zakończyły Argentyna i Brazylia, które następnie spotkały się w finale. Lepsi okazali się wówczas Brazylijczycy, brąz przypadł zaś Chilijczykom, którzy pokonali Urugwajczyków.

## Ameryka Północna i Karaiby
O jedno miejsce premiowane awansem na MŚ 2023 rywalizowały w dniach 26–30 czerwca 2022 roku w mieście Meksyk cztery reprezentacje – w pierwszej fazie systemem kołowym, a następnie czołowa dwójka zmierzyła się w meczu finałowym, pozostałe dwie zaś zagrały o trzecią lokatę. Fazę grupową z kompletem zwycięstw zakończyła reprezentacja Stanów Zjednoczonych, która również zwyciężyła w meczu finałowym.

## Dzika karta
Z uwagi na fakt, iż żadna z drużyn z Oceanii nie znalazła się w czołowej piątce mistrzostw Azji do dyspozycji IHF pozostały dwie „dzikie karty”. Otrzymały je Holandia i Słowenia.